# Obalno-kraška statisztikai régió
Az Obalno-kraška statisztikai régió (magyarul partmenti-karsztvidéki) Szlovénia 12 statisztikai régiójának egyike. Az ország déli részén található, nyugatról és délről az Adria illetve Olaszország, keletről a Primorsko-notranjska, északról pedig a Goriška statisztikai régió régió határolja. Központja, az ország legnagyobb kikötővárosa Koper. Területe 1044 km².

## A régió jellemző adatainak szöveges leírása
A régió az egyetlen Szlovéniában, ami tengerparttal rendelkezik. Ez a helyzete és szubmediterrán éghajlata kitűnő feltételeket nyújt a turizmus, valamint a közlekedés, illetve sajátos mezőgazdasági kultúrák számára.
2016-ban itt élt Szlovénia lakosságának 5%-a. A helyi lakosok körében itt volt a legnagyobb a külföldi állampolgárok aránya (9,7%), és innen költöztek a legtöbben külföldre (1%). Az első gyermeküket szülő nők átlagéletkora 29,9 év volt, 0,5 évvel magasabb, mint az országos átlag. A munkanélküliek aránya  (11,8%) valamivel meghaladta az országos átlagot. A havi nettó átlagfizetés 1015 euró volt, 15 euróval elmaradva az országostól.
Az egy főre jutó GDP a második legmagasabb volt az országban (19.928 EUR) a központi régió után. A régióban 13855 vállalat működött, átlagosan 3,1 főt foglalkoztatva, ami a legalacsonyabb Szlovéniában.
2016-ban a régióban 2,4 millió turista-éjszakát számláltak, (41%-uk hazai, 59% külföldi), ami a legmagasabb szám a régiók között. A külföldiek között az olasz turisták aránya volt a legmagasabb (21%). Itt jutott egy főre a legtöbb kommunális hulladék (577 kg). A szennyvíz 95%-át megtisztították.

## A régió néhány fontos statisztikai adata
| Statisztikai adatok                                                       |           |  | Statisztikai mutatók |        |
| ------------------------------------------------------------------------- | --------- |  | --- | ------ |
| Terület, km², 2018-01-01                                                  | 1044      |  | Népsűrűség, fő/km², 2016-07-01                                                                                             | 108    |
| Lakosság száma, 2016-07-01                                                | 113 193   |  | Lakosság átlagos életkora, 2016-07-01                                                                                      | 44,1   |
| Természetes szaporodás, 2016                                              | - 43      |  | Természetes szaporodás ezer főre, 2016                                                                                     | - 0,4  |
| Általános iskolai tanulók száma, 2016/2017                                | 8799      |  | 0-14 éves lakosok aránya, %, 2016-07-01                                                                                    | 13,8   |
| Középiskolai tanulók száma, 2016/2017                                     | 3386      |  | 65 évnél idősebb lakosok aránya, %, 2016-07-01                                                                             | 19,7   |
| Egyetemi hallgatók, 2016/2017                                             | 3494      |  | Lakosság összes növekedése ezer főre, 2016                                                                                 | 4,0    |
| Gazdaságilag aktív lakosok száma, 2016                                    | 45 850    |  | Képesítés nélküli vagy maximum általános iskolai iskolai végzettséggel rendelkező 15-64 éves lakosok aránya, %, 2016-01-01 | 20,3   |
| Foglalkoztatottak száma, 2016                                             | 45 043    |  | 25-64 éves közép- vagy felsőfokú végzettséggel rendelkezők aránya, %, 2016-01-01                                           | 27,8   |
| Regisztrált munkanélküliek száma, 2016                                    | 5119      |  | Regisztrált munkanélküliség aránya, %, 2016                                                                                | 10,1   |
| Havi átlagos bruttó bér, 2016                                             | 1 559,86  |  | Gazdaságilag aktív lakosság aránya, %, 2016                                                                                | 60,4   |
| Vállalkozások száma, 2016                                                 | 13 855    |  | Kiadott lakásépítési engedélyek, 2016                                                                                      | 106    |
| A régió GDP-je, millió euró, 2016                                         | 2256      |  | Egy főre jutó GDP, EUR, 2016                                                                                               | 19.928 |
| Megművelt földterület, ha, 2016                                           | 15 058    |  | Elítéltek száma ezer főre, 2016                                                                                            | 3,2    |
| Turista érkezések száma, 2016                                             | 785 793   |  | Személyautók száz főre, 2016-12-3                                                                                          | 57     |
| Turistaéjszakák száma, 2016                                               | 2 384 693 |  | Kommunális feldolgozású szemét, kg/fő, 2016                                                                                | 448    |
| Forrás: Statistični urad Republike Slovenije, , Podatkovni portal SI STAT |           |  | Forrás: Statistični urad Republike Slovenije, Slovenske statistične regije in občine v številkah                           |        |

## Gazdaság
Szlovénia egyik legfejlettebb régiójának számít, a bruttó hazai terméket illetően a második helyen áll a tartományok rangsorában, aminek 15%-át az áruszállítás adja, köszönhetően főleg a koperi kikötőnek.
A lakosság foglalkoztatottsága a következőképpen alakul: 70,6%-a a népességnek a szolgáltatói iparban, 26,8%-a az iparban és 2,6%-a a mezőgazdaságban dolgozik.
Obalno-kraškának több kikötője is van, a koperin kívül jelentősebbek még az izolai valamint a portoroži. Az utóbbi városban található az ország három nemzetközi repülőterének egyike.
A régió jelentős turisztikai vonzerővel rendelkezik, főleg a tengerparti övezete.

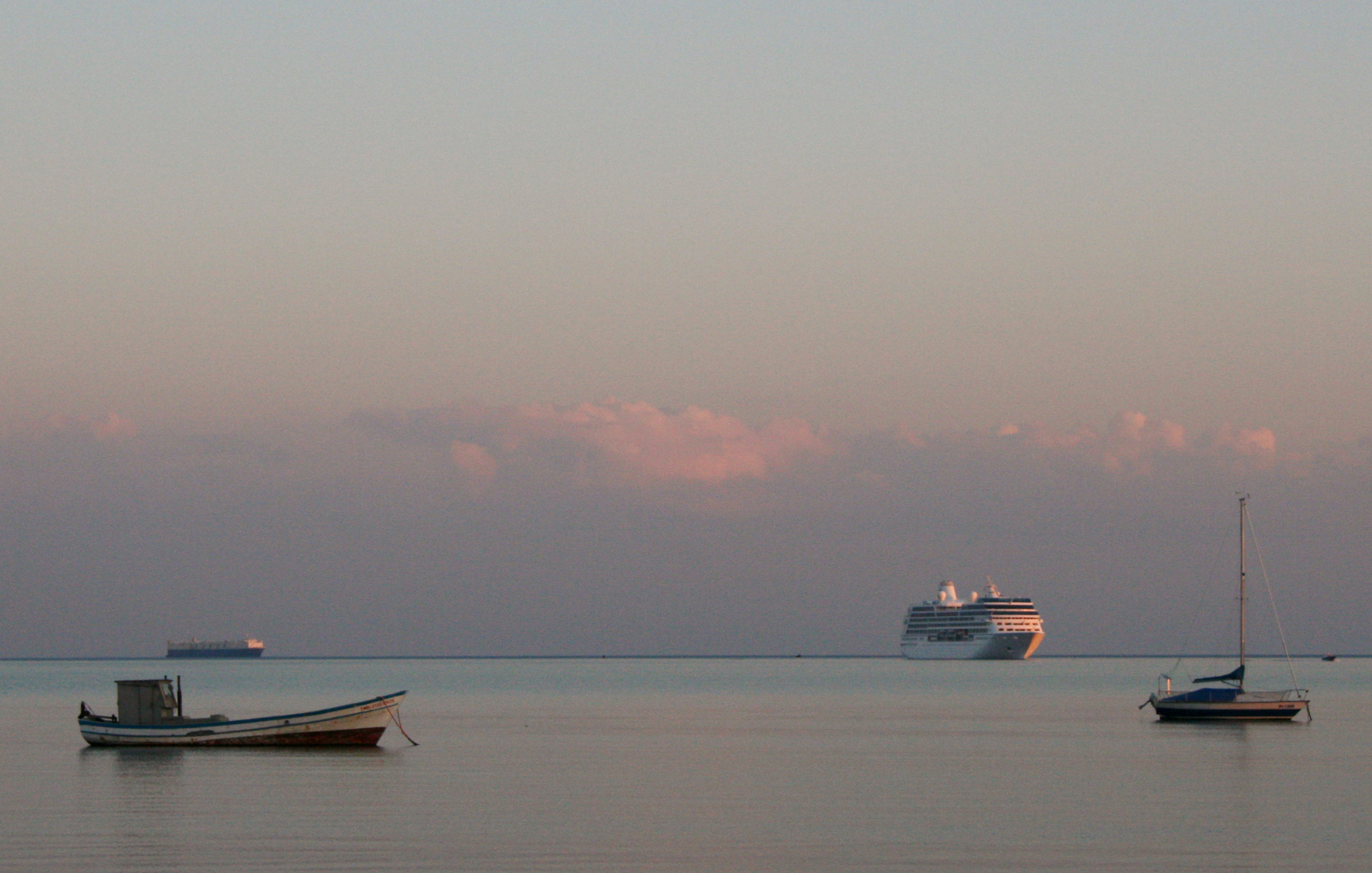
Az Adria Kopernél

## Községek a régió területén
A statisztikai régió területén a következő községek (szlovénül občina) találhatók: Ankaran, Divača, Hrpelje-Kozina, Izola, Komen, Koper városi község, Piran és Sežana, ezekben 293 város és falu található.

## Népesség
Népessége 106 000 fő, amiből 47 539 lakos a régióközpontban, Koperben él.
A 2002-es népszámlálás szerint a régió vallási összetétele a következő volt:
- Római katolikus - 46,9%
- Ortodox - 30%
- Muszlim - 10,7%
- Ateista - 6,0%
- Evangélikus - 0,5%
- Más - 0,5%

## Fordítás
- Ez a szócikk részben vagy egészben  az   Obalno-kraška statistična regija című szlovén Wikipédia-szócikk ezen változatának fordításán alapul.  Az eredeti cikk szerkesztőit annak laptörténete sorolja fel. Ez a jelzés csupán a megfogalmazás eredetét és a szerzői jogokat jelzi, nem szolgál a cikkben szereplő információk forrásmegjelöléseként.